# Aplysina aerophoba
La verongia (Aplysina aerophoba Nardo, 1843) è una spugna della famiglia delle Aplysinidae.

## Descrizione

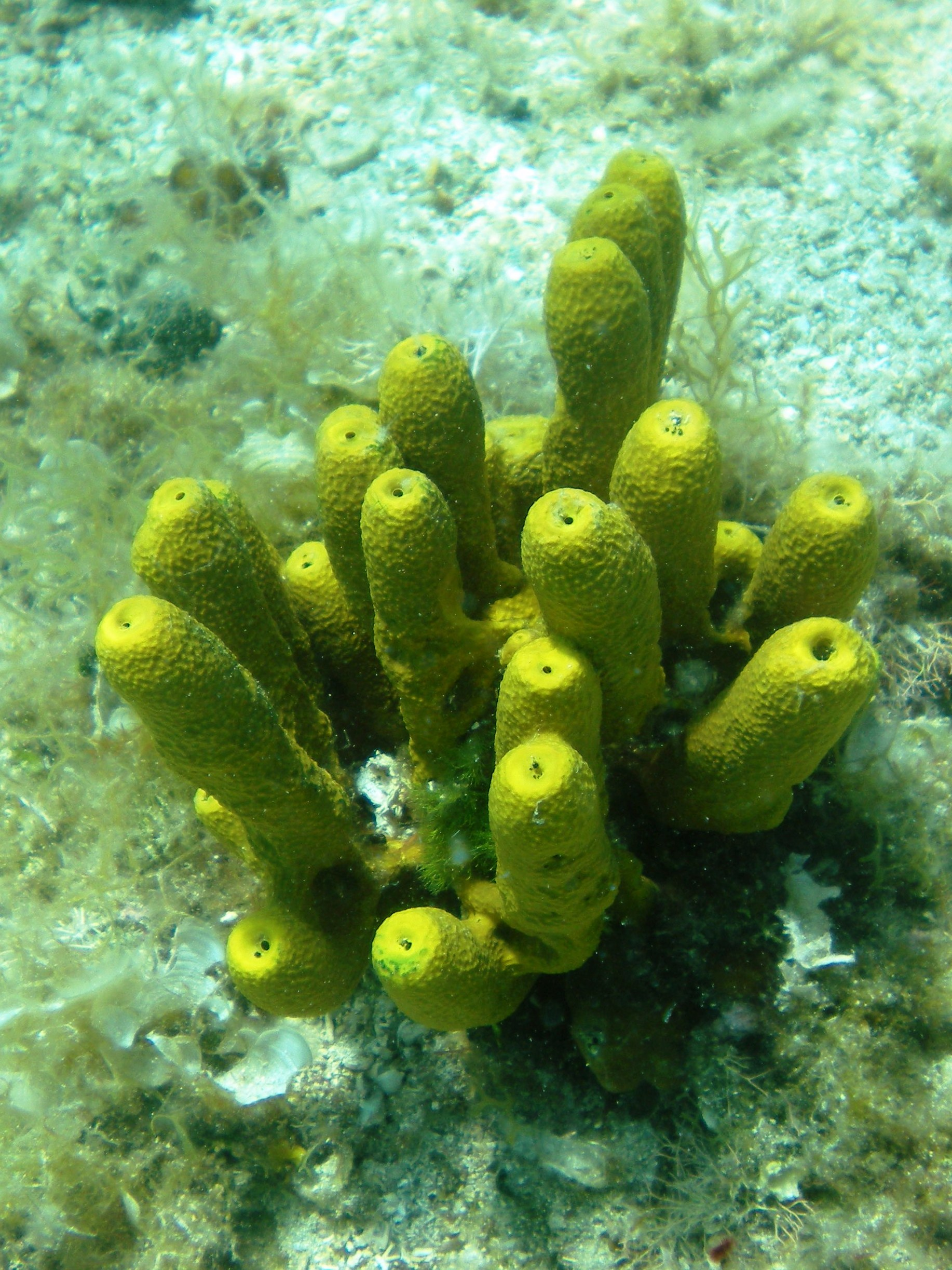

Forma cuscinetti carnosi di colore giallo acceso, di diametro sino a 25–30 cm, con ramificazioni di forma tubolare, che presentano un osculo sulla parte terminale. Se esposta all'aria il colore diventa verde-nero; da qui il nome latino di aerophoba (= che ha paura dell'aria).

## Ecologia
Ha rapporti simbiotici con alcune specie di alghe azzurre che si insediano all'interno delle cellule dello strato esterno della spugna.

## Distribuzione e habitat
Ha una distribuzione cosmopolita ed è comune nel Mar Mediterraneo.
Cresce su fondali sabbiosi o rocciosi, tra le Posidonia o all'imbocco delle grotte, dai 10 metri di profondità sino ai 30 metri.

## Conservazione
È una specie protetta.